# ルノーコリア・XM3
XM3（エックスエムスリー）は、韓国の自動車メーカー、ルノーコリアが生産・販売していたクーペSUV（韓国車基準でいうところの準中型車～中型車に相当）。日本では韓国国内で生産されたものがルノー・アルカナとして発売されている。
セダンの優雅さとSUVの力強さを高次元で融合した車種として開発され、競合車種はキア・セルトス、ヒュンダイ・ツーソン、トヨタ・C-HR、日産・ジューク、三菱・エクリプスクロス、BMW・X1/BMW・X2、アウディ・Q3/Q3 スポーツバック、シトロエン・C4、MINIカントリーマン（日本名：MINIクロスオーバー）などである。
なお、欧州やオセアニア、ならびに日本向け「ルノー・アルカナ」はXM3とともに釜山工場で生産されることになる。

## 歴史

### 初代（LJL型、2020年-2024年）
- 2018年8月、モスクワモーターショー2018において、親会社のルノーが「アルカナ（ARKANA）」をワールドプレミア[2]。
- 2019年3月、ソウルモーターショーにおいて、アルカナのルノーサムスン（当時）版が「XM3インスパイア」（XM3 인스파이어、XM3 INSPIRE）として発表された[3]。
- 2020年3月3日、韓国にて「XM3」の名で発表。同月9日販売開始。
- 2020年7月9日、チリに向け計140台を輸出開始[4]。
- 2022年2月24日、日本仕様が「ルノー・アルカナ」の名で発表される。
- 2022年10月27日、ハイブリッド仕様である「E-TECH HYBRID」を発表。
- 2024年4月4日、前日の社名変更（ルノーコリア自動車→ルノーコリア）に伴い、他国同様「ルノー・アルカナ」へと車名変更されたことで、XM3としての歴史に幕を閉じた。

## メカニズム
プラットフォームはロシア向けのアルカナに採用されるダチア・B0+プラットフォームとは異なり、2代目日産・ジュークや2代目ルノー・キャプチャー、3代目日産・ノートと同じく、ルノー・日産・三菱アライアンスにて開発されたCMF-B HSを採用。
SUVではあるが、FFのみで、4WDの設定はない。
エンジンバリエーションは1.3Lの直噴ガソリンターボ（TCe260）と1.6Lガソリン（1.6 GTe）の計2種が用意され、前者にはゲトラグ製の7速DCTが、後者にはジヤトコ製のエクストロニックCVTが組み合わされる。なお、1.3Lはルノーとメルセデス・ベンツが共同で新開発したエンジンで、Aクラス（W177型）にも搭載されている。欧州ならびに日本向けアルカナに用意されるE-TECHも用意される。

## 車名の由来
車名の「XM3」とはXは経験や体験を意味する「Ex（=X）perience」の、Mは「ドライブ」を意味する「Motoring」、「もっと」を意味する「More」のそれぞれの頭文字、3は準中型車であることを意味する。